# Juan Sánchez Cotán
Juan Sánchez Cotán (Toledo, 25 de junho de 1560 – Granada, 8 de setembro de 1627) foi um pintor espanhol do Barroco, um pioneiro do realismo no país, estando sua obra na fronteira entre o Maneirismo e o Barroco. Suas naturezas-mortas, chamadas bodegones, eram pintadas em um estilo austero, seguindo o estilo do tenebrismo.
Nasceu em Orgaz, perto de Toledo e foi provavelmente aprendiz de Blas de Prado, um artista famoso por suas naturezas-mortas em estilo maneirista. Aos quarenta anos, fechou seu ateliê e entrou para o Mosteiro de Santa Maria de El Paular da Ordem dos Cartuxos e, em 1612, foi para a Cartuxa de Granada onde realizou obras religiosas.
Influenciou outros artistas espanhóis tais como Juan van der Hamen, Felipe Ramírez, os irmãos Vincenzo Carducci e Bartolomeo Carducci e ainda Francisco de Zurbarán.